# جاستین کلایورت
جاستین دین کلایورت (هلندی: Justin Dean Kluivert؛ زادهٔ ۵ مهٔ ۱۹۹۹) بازیکن فوتبال اهل هلند است که برای باشگاه فوتبال بورنموث در لیگ برتر فوتبال انگلستان بازی می‌کند.

## زندگی شخصی
او در خانواده‌ای کاملا فوتبالی رشد نموده‌است. پدربزرگ او کنت کلایورت و پدرش پاتریک کلایورت، ستاره سابق تیم ملی فوتبال هلند و باشگاه فوتبال بارسلونا است. برادرانش، روبن کلایورت و شین کلایورت نیز بازیکن فوتبال هستند.

## عملکرد باشگاهی

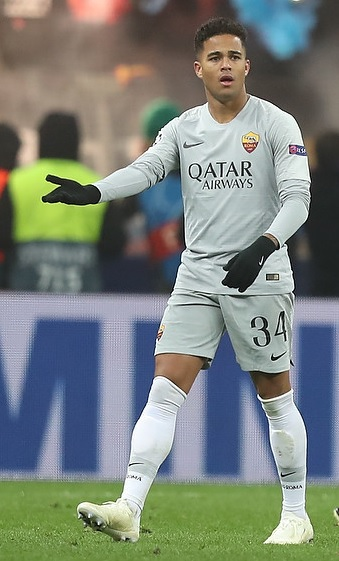
جاستین کلایورت در پیراهن تیم رم در بازی مقابل پی‌اف‌سی زسکا مسکو.

### آژاکس
کلایورت متولد آمستردام است. وی از طریق برنامه آکادمی آژاکس، اولین قرارداد حرفه‌ای خود را با آژاکس بست. او در ۱۶ سپتامبر ۲۰۱۶ در بازی مقابل ام وی وی ماستریخت، اولین بازی در لیگ دو هلند را با جوانان آژاکس انجام داد و در دقیقه ۶۷ جایگزین وینس جینو دکر شد و بازی را با نتیجه ۱–۰ از دست داد. او همچنین در لیگ جوانان یوفا ۲۰۱۶–۱۷ بازی کرد، که در آن موفق شد در ۲ نوامبر در پیروزی مرحله گروهی در برابر آکادمی پائوک گل به ثمر برساند.
کلایورت اولین بازی خود را در اردیویسیه در ۱۵ ژانویه ۲۰۱۷ در دیدار خارج از خانه ۳–۳ برابر زووله انجام داد، وقتی که او در دقیقه ۳۹ جانشین امین یونس شد. او اولین گل خود در اردیویسیه را در ۱۹ مارس در بازی خارج از خانه مقابل اکسلیور، دقیقاً ۱۰ سال و یک روز پس از آخرین گل حرفه ای پدرش به ثمر رساند. این مسابقه با تساوی ۱–۱ به پایان رسید. وی در لیگ یوفا ۲۰۱۶–۱۷ شش بازی انجام داد و در فینال در باخت ۲–۰ برابر منچستر یونایتد در استکهلم یک جایگزین بی استفاده بود. در تاریخ ۲۶ نوامبر ۲۰۱۷، کلایورت با یک هت تریک در برد ۵ بر ۱ خانگی مقابل رودا جی سی کرکراد فصل خود را آغاز کرد.

### رم
در ۱۲ ژوئن سال ۲۰۱۸، کلایورت به دنبال تماس تلفنی توسط فرانچسکو توتی، اسطوره رم به پدرش، به مبلغ ۱۸٫۷۵ میلیون یورو به باشگاه ایتالیایی رم نقل مکان کرد. او پنجمین بازیکن هلندی شد که تاکنون نماینده یک تیم ایتالیایی بوده‌است. کلایورت شماره پیراهن شماره ۳۴ در رم را به عنوان حامی دوست خوب و هم تیمی سابق عبد الحق نوری انتخاب کرد که آن را در آژاکس می‌پوشید. نوری در سال ۲۰۱۷ دچار یک حمله آریتمی قلبی به کما رفت.
کلایورت پس از به ثمر رساندن چهارمین گل در پیروزی ۵–۰ خانگی مقابل ویکتوریا پلژن در ۳ اکتبر ۲۰۱۸، جوانترین بازیکن رم بود که در لیگ قهرمانان اروپا گلزنی می‌کند. این اولین گل او برای جالوروسی بود و آن را به نوری تقدیم کرد. در ۱۶ دسامبر، او برای اولین بار در سری آ در پیروزی ۳ بر ۲ خانگی مقابل جنوا گل به ثمر رساند. برای فصل ۲۰۱۹–۲۰۲۰، کلایورت شماره پیراهن خود را به ۹۹ تغییر داد.

## عملکرد بین‌المللی
در مسابقات فوتبال اروپا زیر ۱۷سال ۲۰۱۶ که در جمهوری آذربایجان برگزار شد، کلایورت در تمام این مسابقات که هلند به مرحله نیمه نهایی راه یافت، بازی کرد.
کلایورت نخستین فراخوان بین‌المللی خود را در تیم رونالد کومان در تیم ملی فوتبال هلند در مارس ۲۰۱۸ برای بازی‌های دوستانه مقابل انگلیس و پرتغال به دست آورد. او اولین بازی خود را در تاریخ ۲۶ مارس انجام داد و در بازی ۳–۰ مقابل مدافع عنوان قهرمانی یورو ۲۰۱۶ پرتغال، در استادی د ژنو، جای ممفیس دیپای را در ۱۲دقیقه پایانی گرفت.

## افتخارات

### باشگاهی
آژاکس
- لیگ اروپا: نایب‌قهرمان ۱۷–۲۰۱۶[۳]

### فردی
- بازیکن استعداد سال آژاکس: ۱۷–۲۰۱۶[۴]